# René Ithurbide
Pour les articles homonymes, voir Ithurbide.
Jean, René, Bernard Ithurbide, né le 30 mars 1900 à Bayonne et décédé le 3 avril 1977 à Champigny-sur-Marne, est un homme politique français.

## Biographie
Président du Tribunal de Commerce de la Seine.
Président de la Conférence Générale des Tribunaux de Commerce de France (1959-1963).
Rapporteur de l'Assemblée Nationale de la loi du 13 juillet 1967 sur le règlement judiciaire, la liquidation des biens, la faillite et la banqueroute.

## Œuvres
- La mort est dans le puits, Galic, 1963.
- Coupables d'adultère, Galic, 1964.
- Histoire critique des Tribunaux de Commerce, Librairie Générale de Droit et de Jurisprudence (LGDJ), 1970, 187 pages.